# Bielefelder Kennhuhn
Das  Bielefelder Kennhuhn ist eine Haushuhnrasse, die in den 1970er Jahren durch Gerd Roth aus den Rassen Amrock, Mechelner, New Hampshire und Rhodeländer gezüchtet wurde. Die Bezeichnung Kennhuhn rührt daher, dass die Hahnenküken und die Hennenküken unterschiedlich gezeichnete Federn haben und damit bereits am ersten Lebenstag zu erkennen sind. Das Hahnenküken zeigt auf gelbem Flaumgrund einen hellbraunen Rückenstreifen und einen weißen Sperberfleck am Kopf. Das Hennenküken ist dagegen hellbraun mit satt dunkelbraunen, fast schwarzen Rückenstreifen und einem kleinen Sperberfleck auf der Mitte des Scheitels. Die Eier sind braun, häufig mit Sprenkelung.

## Geschichte
Die Haushuhnrasse Bielefelder Kennhuhn wurde von Gerd Roth erzüchtet und 1976 in Hannover erstmals als Neuzüchtung „Deutsches Kennhuhn“ dem Bund Deutscher Rassegeflügelzüchter (BDRG) vorgestellt. Gegen die Bezeichnung Deutsches Kennhuhn richteten sich die Einsprüche der Sondervereine. Der Zuchtausschuss gab hier die Empfehlung, eine örtliche oder regionale Bezeichnung zu finden. Aufgrund der Verbundenheit zum Stadtverband Bielefeld durch die Vorstandstätigkeit des Züchters erhielt die Neuzüchtung den Namen „Bielefelder Kennhuhn"“. Mit der Rassebezeichnung „Bielefelder Kennhuhn“ ist der Weg dieses Huhns klar vorgezeichnet, nachdem der Zuchtausschuss des BDRGs diesen Namen akzeptiert hat. Im Jahr 1980 folgte die volle Anerkennung durch den Zuchtausschuss des BDRGs. Vier Jahre später erfolgte dann nach mehrmaligen Vorstellungen bei Bundesschauen die Anerkennung der Zwergrasse als Bielefelder Zwerg-Kennhuhn.